# مرل اوبرون
مرل اوبرون (انگلیسی: Merle Oberon؛ زاده ۱۹ فوریهٔ ۱۹۱۱ – درگذشته ۲۳ نوامبر ۱۹۷۹) هنرپیشه اهل بریتانیا بود.

## بخشی از فیلم‌شناسی
- زندگی خصوصی هنری هشتم (۱۹۳۳)
- نبرد (۱۹۳۴)
- فرشته تاریکی (۱۹۳۵)
- این سه نفر (۱۹۳۶)
- بلندی‌های بادگیر (۱۹۳۹)
- لیدیه (۱۹۴۱)
- دزیره (۱۹۵۴)
- اسکار (۱۹۶۶)
- هتل (۱۹۶۷)